# 弹珠机 (1985年游戏)
《弹珠机》（又译作）是一款由東芝EMI公司制作和发行的弹珠机类电子游戏。游戏于1985年在日本的MSX、FC游戏机、PC-88和FC磁碟机发行。
本游戏基于真实的弹珠机的规则，在电子游戏中予以体现。游戏的图形类似一个指甲图案，弹珠在这个图形中翻滚。弹珠如果落到底部，即为失去那个球（一个生命点）。